# یدنسپایگن
یدنسپایگن (به آلمانی: Jedenspeigen) یک منطقهٔ مسکونی در اتریش است که در ناحیه گنزرندورف واقع شده‌است. یدنسپایگن ۱٬۱۶۶ نفر جمعیت دارد.